# Adinazolam
Adinazolamul este un compus chimic din clasa triazolo-benzodiazepinelor, cu proprietăți anxiolitice, antiepileptice, sedative și antidepresive. Nu a fost aprobat pentru uz terapeutic dar a fost comercializat ca drog sintetic.